# Walter Buller
Walter Lawry Buller (Pakanae, 9 ottobre 1838 – Fleet, 19 luglio 1906) è stato un avvocato, naturalista e ornitologo neozelandese.

## Biografia
Buller, figlio di un missionario originario della Cornovaglia, il Reverendo James Buller, trasferitosi per convertire la gente delle Tonga al metodismo, nacque nella missione metodista di Newark, a Pakanae (nel Northland). Studiò presso il Collegio Metodista di Auckland. Nel 1854 si trasferì a Wellington con i genitori, dove divenne amico del naturalista William John Swainson. Nel 1859 venne eletto Commissario dei Nativi nelle Province Meridionali. Nel 1871 raggiunse l'Inghilterra e venne nominato barrister presso l'Inner Temple. Tre anni dopo tornò a Wellington e iniziò a fare l'avvocato.
Buller fu tra gli studiosi che istituirono il padiglione scientifico presso lo stand della Nuova Zelanda alla Grande Esposizione Universale di Parigi e per questo venne nominato Ufficiale della Legion d'onore dal Presidente francese nel novembre del 1889.
Buller fu ministro del Governo neozelandese dal 1896 al 1899. In seguito si trasferì in Inghilterra, dove morì a Fleet, nell'Hampshire.
Tra le opere di Buller ricordiamo A History of the Birds of New Zealand (1872-1873, seconda edizione 1887-1888), illustrata da John Gerrard Keulemans e Henrik Grönvold. Nel 1882 dette alle stampe Manual of the Birds of New Zealand, una versione ridotta della prima, dedicata a un pubblico meno colto. Nel 1905, pubblicò l'opera in due volumi Supplement to the History of the Birds of New Zealand, che viene stampata ancora oggi.
Il regista teatrale Nick Blake, originario di Wellington, ha scritto un'opera sulla vita di Buller, Dr Buller's Birds, debuttata al Festival Internazionale delle Arti della Nuova Zelanda nel 2006.

## Onorificenze
- Cavaliere Commendatore dell'Ordine di San Michele e San Giorgio
- Ufficiale della Legion d'onore (Francia)
- Ufficiale dell'Ordine accademico delle Palme (Francia)

| Buller è l'abbreviazione standard utilizzata per le specie animali descritte da Walter Buller. Categoria:Taxa classificati da Walter Buller |